# 오인실
오인실(1977년 8월 12일 ~ )은 한국의 여자 성우이다. 2005년 KBS 31기 성우로 입사하였다. 한국방송 성우극회 소속이다.

## 출연작품

### TV 애니메이션
- 부루와 숲 속 친구들 (KBS) - 부루
- 안젤로가 최고야! (카툰네트워크) - 안젤로
- 꼬마신선 타오 (KBS) - 뚱펭
- 엘리먼트 헌터 (KBS) - 호미 난디
- 제이크와 네버랜드 해적들 (디즈니 채널) - 이지
- 쥬로링 동물탐정 (KBS) - 루비 / 개
- 최강합체 믹스마스터 (KBS) - 치치 / 지나 / 히로 / 미노 / 루나 / 은발 여인
- 빠뿌야 놀자 (KBS) - 데이비드
- 꼬마기차 추추 (KBS) - 곰곰이
- 내 친구 해치 (SBS) - 임경애 / 맹구 사촌누나 / 부반장
- 썬더일레븐GO (재능TV) - 진파랑(소라노 아오이)
- 썬더일레븐GO 크로노스톤 (재능TV) - 페이룬(페이룬) / 진파랑(소라노 아오이)
- 갓슈벨 FINAL (챔프) - 테드
- 꼬마천사 코텐코 (챔프) - 야옹박쥐
- 해피해피 클로버 (챔프) - 반달
- 뱀부 블레이드 (애니맥스) - 안도 / 아오키
- 헬싱 OVA (애니박스) - 슈레딩거 중위
- 집없는 곰 텐저린 (애니박스) - 몰리
- 워킹맨 (애니박스) - 마사미
- 블랙잭 OVA (애니박스) - 공주
- 클라나드 (애니박스) - 미사에
- 투러브 트러블 (애니박스) - 사키
- 라이브온 카드리버 (재능TV) - 은비랑
- 피쉬와 칩스 (KBS)
- 외계인 붐 (MBC)
- 스캔2고 (SBS)
- 갓슈벨 (챔프)
- 디그레이맨 (애니맥스)
- 외계가족 졸리폴리 (KBS) - 프랑소와즈
- 검정고무신 (KBS) (4기) - 이기철, 경주, 담임 선생님

### 극장판 애니메이션
- 극장판 검정고무신 : 즐거운 나의 집 - 기철
- 극장판 썬더일레븐 GO: 궁극의 우정 그리폰 - 진파랑 / 장민기
- 극장판 썬더일레븐 GO VS 골판지 전사 W - 페이 룬 / 진파랑
- 갓슈벨 극장판 - 고토하 엄마
- 유니코 (애니박스) - 밤바람 원숭이
- 집 - 집신 꼬마 / 금보 엄마 / 희망시장 할머니 / 강만파 지지자4
- 링스 어드벤처 - 베티
- 에코 플래닛 3D: 지구 구출 특급 대작전
- 도리를 찾아서 - 도리의 엄마
- 마야2 - 여왕폐하
- 엘리멘탈 - 플라리에타

### 특수촬영 드라마
- 가면라이더 가부토 (챔프) - 매니저

### 외화

#### 드라마
- 스캔들 시즌 1 (KBS) - 퀸 (케이티 로스)
- 마법사 멀린 시즌 1 (KBS) - 그웬 (엔젤 콜비)
- 리얼 휴먼 시즌 1 (KBS) - 테리에스 (카밀라 라르손)
- 닥터 후 시즌 4 (KBS) - 아니타(제시카 윌리엄스)
- 닥터 후 시즌 7 (KBS) - 네페르티(리안 스틸)
- 닥터 후 시즌 10 (KBS) - 빌 포츠(펄 매키)
- 대지의 기둥 (KBS) - 모드 공주 (앨리슨 필) / 마사(스카이 베넷)
- 토치우드 시즌 4 (KBS) - 질리 (로렌 앰브로스)
- 삼국지 (KBS) - 채씨 (차오시원)
- 전쟁과 평화(KBS) - 엘렌(튜펜스 미들턴) / 줄리 카라기나(클로이 피리) / 니콜루슈카(매튜 스태그) / 로스토프 집안 하녀
- 리썰 웨폰(KBS) - 레이첼(엘리자베스 맥러플린)
- 경감 메그레 시즌 2(KBS) - 미쇼네 부인(로빈 위버)
- 변호사 쉬헐크 - 니키(진저 곤자가)
- 천사의 손길 시즌9 (PBC)
- 슈파닌자 (니켈로디언)

#### 영화
- 그레이시 스토리 (KBS) - 제나 (줄리아 가로)
- 꼬마 니콜라 (KBS) - 니콜라 (막심 고다르)
  - 꼬마 니콜라의 여름방학 (극장 개봉) - 니콜라 (마테오 부와슬리에)
- 나의 그리스식 웨딩 (KBS) - 툴라 (니아 발다로스)
  - 나의 그리스식 웨딩 2 (KBS) - 툴라 (니아 발다로스)
- 마이 걸 (KBS) - 토머스 J. 세네트 (매콜리 컬킨)
- 미녀와 야수 - 벨의 엄마(조 레이니)
- 블룸 형제 사기단 (KBS) - 소년 블룸 (재커리 고든) / 뱅뱅(키쿠치 린코)
- 언더 더 쎄임 문 (KBS) - 카를리토스 (아드리안 알론소)
- 인 굿 컴퍼니 (KBS) - 제나 (제나 그레이)
- 인 어 베러 월드 (KBS) - 크리스티안 (윌리암 욘크 니엘센)
- 작은 아씨들 (KBS) - 베스 (클레어 데인즈)
- 캐리비안의 해적 (KBS) - 아나마리아 (조 샐다나)
  - 캐리비안의 해적 2 (KBS) - 티아 달마 (나오미 해리스)
  - 캐리비안의 해적 3 (KBS) - 티아 달마 (나오미 해리스) / 칭 (타카요 피셔)
- 아메리칸 스플렌더 (KBS) - 대니얼(매들린 스위튼)
- 이브닝 (KBS) - 피치(셰릴 린 바우어스)
- 엽문 (KBS) - 엽준(이택)
- 윌리엄과 케이트의 러브스토리 (KBS) - 올리비아 (서맨사 휘터커)
- 세상의 모든 계절 (KBS) - 케이티 (캐리너 페르난데스) / 자넷(이멜다 스탠턴) / 조문객(메리 조 랜들)
- 신데렐라 - 드리셀라(소피 맥셰라) / 클라이드의 딸(크세니아 풀라예프)
- 모범시민 (KBS) - 드니스 (에메랄드 에인절 영)
- 젤리피쉬 (KBS) - 조이 (마네니타 드 라토르)
- 당신이 잠든 사이에 (KBS) - 애슐리 베이컨 (앨리 워커)
- 상하이 나이츠 (KBS) - 찰리 채플린 (에런 존슨)
- 자유로운 세계 (KBS) - 실비아(실비아 카보우사인)
- 그랜 토리노 (KBS) - 캐런 코왈스키 (제랄딘 휴즈)
- 원티드 (KBS) - 제니스(로나 스콧) / 캐리(크리스틴 헤이거)
- 병 속에 든 편지 (KBS) - 제이슨(제시 제임스) / 마르타(베델 레슬리) / 캐서린(수잔 브라이트빌) / 메리(매건 라일리-그랜트)
- 버틀러 (KBS) - 낸시 레이건 (제인 폰다) / 재클린 케네디 (밍카 켈리) / 8세 세실 (마이클 레이니 주니어)
- 애널라이즈 디스 (KBS) - 캐롤라인 (몰리 샤논)
- 굿모닝 맨하탄 (KBS) - 사가 (쉬반쉬 코티아)
- 퍼펙트 스톰 (KBS) - 에델 셰포드 (자넷 라이트)
- 재회 (KBS)
- 펀치 드렁크 러브 (KBS) - 수잔(리사 스펙터)
- 포 미니츠 (KBS) - 클라라(앰버 봉가드) / 어린 크뤼거(에디타 말로브식)
- 디어 마이 베이비 (KBS)
- 스톰 셀 (KBS) - 어린 션(라이언 그랜섬) / 데이나의 선생님(린느 아담치) / 남자 아이 / 경찰 무전
- 슬럼독 밀리어네어 (KBS) - 해외 관광객(미아 드레이크 인더비친)
- 참새들의 합창 (KBS)
- 시간 여행자의 아내 (KBS) - 클레어의 동생(매기 캐슬) / 경찰 무전 음성 / 엘바의 선생님
- 배트맨 2 (KBS) - 셀리나의 엄마(전화 목소리) / 맥스의 회사 직원 / 기자
- 유브 갓 메일 (KBS) - 크리스티나(헤더 번스)
- 캐치 미 이프 유 캔 (KBS) - 스튜어디스(엘런 폼페오) / 프랑스어 대리 교사(매기 멜린)
- 철의 여인 (KBS) - 준(수잔 브라운)
- 그린 존 (KBS) - 여기자(프레시타 레퍼)
- 와즈다 (KBS) - 교장 선생님 (아흐드 카말)
- 패딩턴 (KBS) - 루시 숙모 (이멜다 스탠턴)
- 꾸뻬씨의 행복여행 (KBS) - 아그네스(토니 콜렛) / 스튜어디스(알렉사 다미안) / 아프리카 항공 승객(스트핸드위 크고로게) / 항공 승객(샨텔 허만)

### 라디오 드라마
연속낭독 (KBS 3라디오)
- 2014.07.30 ~ 2014.08.26 정혜윤 <마술 라디오 : 오래 걸을 때 나누고 싶은 이야기> (낭독)

소설극장 (KBS 3라디오)
- 2006.01.23 ~ 2006.03.03 심윤경 <나의 아름다운 정원> (할머니)
- 2006.05.07 ~ 2006.07.07 제인 오스틴 <오만과 편견> (샬럿 루카스 / 레이놀즈 부인)
- 2006.07.08 ~ 2006.08.16 공지영 <우리들의 행복한 시간> (모니카 수녀)
- 2006.10.08 ~ 2006.12.18 이정명 <뿌리깊은 나무> (부분 낭독)
- 2008.01.15 ~ 2008.04.20 최인호 <겨울 나그네> (해설)

라디오 극장 (KBS 한민족 방송)
- 2005.06.01 ~ 2005.07.31 김 남 <한국을 일으킨 거상 - 정주영> (모친)
- 2005.08.01 ~ 2005.08.31 고영훈 <청초 우거진 골에> (해설)
- 2006.07.01 ~ 2006.07.31 고영훈 <김삿갓> (해설)
- 2007.07.01 ~ 2007.07.31 송정림 <당신의 뒷모습> (이미란)
- 2007.09.01 ~ 2007.09.30 아나톨리김 <아버지숲>
- 2008.03.01 ~ 2008.03.31 최재도 <마하진단국> (강미영)
- 2008.06.01 ~ 2008.06.30 이수광 <대륙의 영혼, 최재형> (해설)
- 2009.03.01 ~ 2009.03.31 권지예 <정인> (해설)
- 2009.08.01 ~ 2009.08.31 이상민 <빨간 자전거> (한소영)
- 2012.02.01 ~ 2012.02.29 박완서 <나목> (해설)
- 2013.11.01 ~ 2013.11.30 박범신 <소금> (해설)

라디오 독서실 (KBS 2라디오)
- 2005.03.06 정이현 <위험한 독신녀> (여동생 / 친구3)
- 2005.04.10 한승원 <태양의 집> (아이)
- 2005.05.01 이만교 <표정관리주식회사> (여학생)
- 2005.05.08 공선옥 <영희는 언제 우는가> (여자2)
- 2005.05.15 구광본 <미스 리는 미스 리다> (아내)
- 2005.06.12 전성태 <소를 줍다> (필구)
- 2005.06.26 권지예 <여자의 몸-before & after> (여자2)
- 2005.07.03 김경욱 <페르난도 서커스단의 라라양> (친구2)
- 2005.07.24 김훈의 <언니의 폐경> (여비서)
- 2005.08.07 함세덕 <동승> (친정 어머니)
- 2005.08.14 김애란 <나는 편의점에 간다> (할머니)
- 2005.08.21 이혜경 <피아간> (사촌)
- 2005.08.28 양수근 <기러기 아빠> (임소연)
- 2005.09.11 최범산 <반역의 강> (엄마)
- 2005.09.25 최명숙 <표현의 자유> (해설)
- 2005.10.02 박유하 <동그라미와 곡선의 융합> (할머니)
- 2005.11.06 이현수 <신 기생뎐> (김여사)
- 2005.11.13 성석제 <욕탕의 여인들> (집사)
- 2005.12.04 정미경 <무언가> (여자5)
- 2005.12.25 최종률 <빈 방 있습니까> (여학생2)
- 2006.01.08 손영목 <판님> (여자1)
- 2006.01.15 김인숙 <그여자의 자서전> (엄마)
- 2006.02.12 임철우 <나비길> (해설)
- 2006.03.27 민복기 <양덕원 이야기> (해설)
- 2006.04.09 이청해 <예순 네 살이 되었을 때> (외할머니)
- 2006.04.23 고선웅 <이발사 박봉구> (해설)
- 2006.04.30 김재영 <코끼리> (주인)
- 2006.06.18 추민주 <빨래> (해설)
- 2006.07.02 방영주 <카지노 가는 길> (어머니)
- 2006.07.16 마미성 <꽃다방 블루스> (해설)
- 2006.08.13 김재엽 <오늘의 책은 어디로 사라졌을까> (해설)
- 2006.08.20 이명랑 <하현> (아들)
- 2006.08.27 전상국 <동행> (어린 억구)
- 2006.10.08 조영아 <여우야 여우야 뭐하니> (여자)
- 2006.10.15 박상현 <405호 아줌마는 참 착하시다> (해설)
- 2006.10.29 김이정 <아버지의 이름으로> (미현)
- 2006.11.05 강석호 <프로포즈>(해설)
- 2006.11.26 이기호 <갈팡질팡하다가 내 이럴 줄 알았지> (엄마)
- 2006.12.03 김애란 <누가 해변에서 함부로 불꽃놀이를 하는가> (준구 모)
- 2007.01.07 이시원 <외톨이 연인> (해설)
- 2007.01.14 김희진 <혀> (어머니)
- 2007.02.11 이상섭 <그곳에는 눈물들이 모인다> (여사)
- 2007.06.24 박양호 <마음의 외줄타기> (박의 아내)
- 2007.07.01 천운영 <후에> (의사)
- 2007.07.08 정이현 <어금니> (할머니)
- 2007.07.22 우현종 <소월> (해설)
- 2007.08.26 신경숙 <지금 우리 곁에 누가 있는 걸까요> (언니)
- 2007.09.02 오수연 <달이 온다> (해설)
- 2007.09.09 장경섭 <종이비행기> (어머니)
- 2007.09.30 박형서 <노란육교> (어머니)
- 2007.10.07 채희윤 <밤, 견인의 시각> (아내)
- 2007.10.14 김병언 <남태평양> (엄마)
- 2007.10.21 고연옥 <발자국 안에서> (여손님)
- 2007.10.28 김애란 <침이 고인다> (교사1)
- 2007.11.04 백가흠 <조대리의 트렁크> (아줌마)
- 2007.11.18 유진월 <불꽃의 여자 나혜석> (해설)
- 2007.12.02 이청준 <그곳을 다시 잊어야했다> (누님)
- 2007.12.23 이경자 <꼽추네 사랑> (속초집)
- 2008.08.10 권정생 <무명저고리와 엄마> (엄마)
- 2008.10.12 하성란 <그 여름의 수사> (나)
- 2009.08.16 이호철 <판문점> (여기자)
- 2011.08.07 정석화 <킬 힐> (손진서)
- 2012.05.20 김유정 <만무방> (해설)
- 2012.12.30 김 숨 <옥천 가는 날> (정숙)
- 2013.12.29 권여선 <봄밤> (영경)
- 2014.06.15 정지아 <자본주의의 적> (나)

KBS 무대 (KBS 한민족 방송)
- 2005.02.20 내 인생의 잠수함 (여자)
- 2005.03.06 바람의 시 (아이2)
- 2005.03.27 자화상 속 풍경 (현수)
- 2005.04.03 황혼의 저 편 (소리)
- 2005.04.10 사랑에게 묻는다 (현식 모)
- 2005.04.17 우당문고 (소녀)
- 2005.04.24 기쁜 우리 젊은 날 (모델1)
- 2005.05.07 봄날에 날리는 국화꽃 향기 (원장)
- 2005.05.21 당신 없는 하루 (현주)
- 2005.06.04 두 엄마 (박진영)
- 2005.06.18 가족, 2005년 여름 (학부모)
- 2005.07.02 베란다 너머의 진실 (안내원)
- 2005.07.09 안녕, 할머니 하느님 (영진)
- 2005.07.23 흔들리는 문 (상원 모)
- 2005.08.13 낡은집 (상인2)
- 2005.09.10 국민상식 제1호 (경희)
- 2005.10.22 녹색 탁자가 있는 집 (다나 미디어PD)
- 2005.11.26 바게트 빵 굽는 남자 (친구2)
- 2005.12.03 배냇 저고리 (여)
- 2005.12.10 제로섬 이야기 (대리 모)
- 2006.01.14 해후 (어린 국기)
- 2006.01.28 햇볕 창고 (연화)
- 2006.02.25 이 메마른 날들 (고은주)
- 2006.03.11 푸른 불꽃 (혜선)
- 2006.03.25 기억 속의 그해 (종구)
- 2006.04.08 마중 가는 길 (지숙)
- 2006.04.22 북촌야곡 (고모)
- 2006.05.06 그 남자를 찾아서 (재희)
- 2006.05.27 선물 (금옥)
- 2006.06.17 꿈결 같은 사랑 (다홍)
- 2006.07.15 사랑하니까 (노인)
- 2006.08.05 목소리 (아람이)
- 2006.09.09 아파트 사수 작전 (미쓰리)
- 2006.10.14 웅녀 이야기 (동생)
- 2006.11.18 다시 사랑을 기다리며 (슈퍼댁)
- 2006.12.30 대마불사 (영미)
- 2007.01.13 배꽃, 피다 (준호)
- 2007.01.20 장마 (구경꾼2)
- 2007.02.17 반가운 매화는 어느 곳에 피었는가 (아낙)
- 2007.03.03 고모 (어린 진우)
- 2007.06.30 그남자 그리고 그여자 (여직원)
- 2007.09.01 솟대 (어린 완수)
- 2007.09.22 장돌뱅이 (아내)
- 2007.11.03 황강리(黃岡里)의 버들이 (직원)
- 2007.11.17 사랑이 사랑에게 말을 걸다 (조미미)
- 2007.11.24 그들의 만찬 (세영)
- 2007.12.01 숲 속의 집, 그 행복한 날들 (아이1)
- 2007.12.08 억수할매, 다시 돌아온 봄날 (이현주)
- 2007.12.15 그물 치는 남자 (어린 인혁)
- 2008.02.16 사랑이 늦어서 미안해 (성현)
- 2008.03.01 청개구리 엄마 (지웅)
- 2013.09.28 자전거 달린다 (영복 처)
- 2013.11.02 친절한 동방빈 (최나경)
- 2014.06.21 솔향기 바람에 날리고 (순심)

다큐멘터리 역사를 찾아서 (KBS 1라디오)
- (연기)

### 방송
- 세상의 모든 다큐 (KBS)

### 게임
- 던전앤파이터 - 순혈자 티모르, 공포의 아스타로스, 안제 웨인
- 거울전쟁 : 은의 여인